# Ville haute, ville basse
Pour plus de détails, voir Fiche technique et Distribution.
Ville haute, ville basse (titre original : East Side, West Side) est un film américain réalisé par Mervyn LeRoy, sorti en 1949.

## Synopsis
New York. Jessie et Brandon Bourne sont mariés depuis quelques années. Incorrigible séducteur, Brandon a rencontré Isabel Lorrison, devenue par la suite sa maîtresse. Lorsque Jessie l'a su, elle a demandé à Brandon de la quitter afin de sauver leur couple. Au retour d'Isabel en ville, Jessie soupçonne une nouvelle romance entre son mari et elle. Pour en avoir le cœur net, elle se rend au domicile d'Isabel. Lorsque cette dernière est retrouvée morte, l'enquête est confiée à Dwyer, sous le charme de Jessie. Mais qui a tué Isabel Lorrison? 

## Fiche technique
- Titre original : East Side, West Side
- Titre : Ville haute, ville basse
- Réalisation : Mervyn LeRoy
- Scénario : Isobel Lennart d'après le roman de Marcia Davenport
- Direction artistique : Cedric Gibbons et Randall Duell
- Décorateur de plateau : Edwin B. Willis
- Photographie : Charles Rosher
- Montage : Harold F. Kress
- Costumes : Helen Rose
- Musique : Miklós Rózsa
- Production : Voldemar Vetluguin
- Société de production : Metro-Goldwyn-Mayer
- Société de distribution : Metro-Goldwyn-Mayer
- Pays d'origine :  États-Unis
- Langue : anglais
- Format : Noir et blanc - 35 mm - 1,37:1 - Son mono  (Western Electric Sound System)
- Genre : Drame
- Durée : 108 minutes
- Dates de sortie : 
  - États-Unis : 22 décembre 1949 (New York)
  - France : 8 août 1951

## Distribution
- Barbara Stanwyck (VF : Lita Recio) : Jessie Bourne
- James Mason (VF : Yvan Desny) : Brandon Bourne
- Van Heflin (VF : Serge Nadaud) : Mark Dwyer
- Ava Gardner (VF : Jacqueline Ferrière) : Isabel Lorrison
- Cyd Charisse (VF : Nelly Benedetti) : Rosa Senta
- Nancy Davis (VF : Madeleine Briny) : Helen Lee
- Gale Sondergaard (VF : Lucienne Givry) : Nora Kernan
- William Conrad : le lieutenant Jacobi
- Raymond Greenleaf (VF : Fernand Fabre) : Horace Elcott Howland
- Douglas Kennedy (VF : Raymond Loyer) : Alec Dawning
- Beverly Michaels : Felice Backett
- William Frawley : Bill
- Lisa Golm : Josephine
- Tom Powers : Owen Lee

Acteurs non crédités
- Mimi Aguglia (VF : Cécile Dylma) : Senta, la grand-mère
- Vito Scotti : Le fils Sistina
- Mario Siletti : M. Sistina
- Larry Steers : le patron du Del Rio Club